# Parathyma polyxena
Parathyma polyxena är en fjärilsart som beskrevs av Donovan 1799. Parathyma polyxena ingår i släktet Parathyma och familjen praktfjärilar. Inga underarter finns listade i Catalogue of Life.